# Hassan Mohammed Al-Harthi
Hassan Mohammed Al-Harthi (ar. حسن بن محمد بن حسن الحارثي;ur. 25 września 2004) – saudyjski zapaśnik walczący w obu stylach.
Brązowy medalista igrzysk panarabskich w 2023. Zajął dwunaste miejsce na mistrzostwach Azji w 2024. Wicemistrz arabski w 2023. Trzeci na mistrzostwach arabskich juniorów w 2022 roku.